# Râul Thiamis
Thiamis ( în Greacă Θύαμις) sau Kalamas (Καλαμάς) este un râu situat in Epir, o regiune din NV Greciei. Se varsă în Marea Ionică, în dreptul localității Igoumenitsa. 